# Markasi Bihsud
Markazi Bihsud é um distrito do Afeganistão, localizado na província de Maydan-Wardak.